# Sergio Baeriswyl
Sergio Leonardo Baeriswyl Rada (Punta Arenas, Región de Magallanes, Chile; 10 de septiembre de 1960) es un arquitecto y urbanista que ha dedicado gran parte de su carrera a la gestión pública en el Gran Concepción, lo que lo hizo merecedor del premio Alfredo Johnson del Colegio de Arquitectos de Chile en el año 2008.
Cursó la carrera de Arquitectura en la Pontificia Universidad Católica de Valparaíso y se doctoró en el Karlsruhe Institute of Technology - KIT de Alemania, becado por el gobierno alemán.
Entre 1994 y 2005 se desempeñó como Asesor Urbanista de la Municipalidad de Concepción, y formó parte del proyecto de recuperación urbana de la ribera norte del río Bío Bío, del proyecto Eje Bicentenario y diversas intervenciones para la recuperación de espacios públicos de la ciudad. Coordinó la elaboración del plan regulador comunal promulgado en 2004.
Durante su gestión se creó el primer Directorio Urbano de esta ciudad el año 1997. Esta es una instancia de participación institucionalizada, que permite integrar a los principales actores de la ciudad, tanto del sector público, privado, gremial, académico y social en la discusión de las grandes decisiones urbanas.
Desde 1994 se ha desempeñado como profesor de Urbanismo y Planificación en la Facultad de Arquitectura, Construcción y Diseño de la Universidad del Bío-Bío. 
Entre 1997 y 2010 fue consultor del Ministerio de Vivienda y Urbanismo, y hasta 2011 fue Asesor de Gestión Urbana del Municipio de Concepción. Fue creador del proyecto Plataforma Logística del Bío Bío, el cual fue distinguido con el premio Iberoamericano de Logística año 2000. Entre 2010 y 2012 ofició como Coordinador General del Plan de Reconstrucción Urbana del Borde Costero de la Región del Biobío, encargado de diseñar y coordinar los planes maestros de recuperación urbana de dieciocho localidades costeras afectadas por el terremoto y tsunami de 2010. Las localidades objeto de este plan de recuperación urbana fueron: Tirúa, Isla Mocha, Quidico, Lebu, Tubul, Llico, Caleta Lo Rojas, Isla Santa María, Talcahuano, Tumbes, Penco, Cocholgue, Dichato, Coliumo, El Morro, Caleta del Medio, Perales y Cobquecura. Uno de sus proyectos de innovación en resiliencia fue finalista del World Habitat Awards 2016
El 16 de enero de 2014 fue distinguido con el Premio Nacional de Urbanismo de Chile, distinción nacional que otorgó el presidente de la República en reconocimiento de su fecunda labor como urbanista y especialmente por su aporte al proceso de reconstrucción urbana del borde costero de la región del Bio Bio, posterior al terremoto del 27 de febrero de 2010. El mismo año recibió el Premio Municipal de Ciencias Sociales otorgado por el Municipio de Concepción.
Es fundador y Coordinador General del Observatorio Metropolitano del Gran Concepción, creado el año 2011 por diez instituciones regionales y con la finalidad de medir la calidad de vida urbana de nueve comunas del Área Metropolitana de Concepción.
Es profesor invitado de diferentes universidad nacionales y extranjeras en programas de posgrado. El año 2018 recibió la distinción de profesor Extraordinario de la Pontificia Universidad Católica de Valparaíso. Es autor de 35 publicaciones sobre planificación urbana y ciudad. Recientemente ha publicado el libro Paisajes Ancestrales del Fin del Mundo, que reivindica la toponimia del pueblo Selk´nam en el paisaje de la isla de Tierra del Fuego.    
Fue Presidente del Consejo Nacional de Desarrollo Urbano entre los años 2018 y 2022, y actualmente integra el Consejo Nacional de Desarrollo Territorial. Este órgano de carácter consultivo y asesor está encargado de la implementación de la Política Nacional de Desarrollo Urbano y Rural de Chile.   
Actualmente se desempeña como académico e investigador de la Universidad del Bío-Bío y como profesor invitado de diferentes universidades nacionales y extranjeras.   